# Бой у Юзеевой
Бой у Юзеевой — сражение Крестьянской войны 1773—1775 годов у деревни Юзеева, одно из крупнейших поражений правительственных войск от повстанцев на начальном этапе восстания.

## Предыстория
14 (25) октября 1773 года Екатерина II назначила генерал-майора В. А. Кара командующим военной экспедицией для подавления восстания, вспыхнувшего в землях Яицкого казачьего войска, которое возглавил донской казак Емельян Пугачёв, называвший себя «императором Петром Фёдоровичем». В конце октября генерал прибыл в Казань из Петербурга, получив в своё распоряжение собранные ранее казанским губернаторои Брандтом различные воинские команды, а также иррегулярные национальные башкирские, мещеряцкие отряды, всего около 3500 человек. В их числе были команды Томского и Вятского полков, пришедшие в Казань из Москвы с Каром, команды 2-го гренадерского полка, направленные для рекрутского набора, солдаты из гарнизонов поволжских городов. Выучка большей части солдат была на низком уровне, взаимодействие между наспех собранными вместе частями полностью отсутствовало. Кар не имел полной информации о составе и численности войск Пугачёва, получив от Брандта сообщение, что войско самозванца немногочисленно и «состоит из сущей сволочи». В рапорте в Военную коллегию Кар признавал: «Подробных же о злодейской толпе сведений, никакими обещаниями посланным шпионам, достать по сие время не могу, кроме что с моими записками прямо к изменникам являются и об нашем состоянии всё сказывают».
В то же время пугачёвцы имели своевременные и точные сведения о передвижении войск из состава экспедиции Кара. При подходе правительственных отрядов к Оренбургу им навстречу был отправлен отряд яицких казаков под командой сотника Пономарёва для точной оценки «сколь велика с генералом Каром команда». Вскоре Пономарёв запросил подмоги, для чего было собрано до тысячи казаков при четырёх пушках и двух единорогах. Возглавили отряд походный атаман Овчинников и Чика-Зарубин.

## Бой
7 (18) ноября 1773 года генерал Кар получил сведения от местных жителей, что пугачёвский атаман Хлопуша возвращается к Оренбургу с Авзяно-Петровского завода «с возмутившимися крестьянами в препровождении пяти сот башкирцев и везёт пушки и мортиры». На перехват отряда Хлопуши Кар отправил сводный отряд секунд-майора Шишкина, приказав ему «выступя из Мустафиной, занять Юзееву». Сам же он вместе с генералом Фрейманом и премьер-майором Ф. Варнстедом, только что подоспевшими из Калуги, выступил из Сарманаевой. В авангарде Шишкина насчитывалось около 400 солдат при двух орудиях, при подходе к деревне Юзеевой Шишкин был атакован казаками атамана Чики-Зарубина. В момент боя часть татар из состава правительственного отряда перебежала на сторону повстанцев. Тем не менее, Шишкин сумел сохранить строй и после перестрелки и нескольких картечных залпов из пушек казаки Зарубина были рассеяны. Шишкин практически без потерь занял деревню. Около 4 утра 8 ноября туда прибыли и основные силы корпуса Кара. Солдаты были так утомлены, что никто и не позаботился о выставлении часовых патрулей в окрестностях. Полагая, что мятежники отступают, Кар собирался на рассвете начать их преследование.
Но на рассвете правительственный отряд был вновь атакован восставшими под командованием Овчинникова и Зарубина, по оценке Кара − в количестве около 600 человек с одной пушкой. Кар, не опасаясь этих сил, приказал передать им манифест императрицы с призывом сложить оружие. Несколько мятежников на лошадях манифест взяли, но «недовольно бранясь» отъехали к своим позициям, а затем с криками, что «их манифесты правее», вновь возобновили атаки. Однако имея численное преимущество над повстанцами, регулярные войска без труда заставили их отступить.
В этот момент и Кар, и мятежники узнали о подходе к Юзеевой двух рот из состава 2-го гренадерского полка под командой поручика Карташева, всего около 180 человек. Зарубин немедленно атаковал уставших после долгого пешего перехода в условиях сильной метели гренадер. Как показывал впоследствии подпоручик Шванвич: «остановя нас, Чика несколько раз выстрелил из пушек… Вся команда оробела. А потом всех почти без супротивления побрали по рукам и как овец, в сторону от большой дороги версты полторы заворотя, обезоружили». К этому моменту к казакам Овчинникова и Зарубина присоединился отряд Хлопуши. Отобрав из его состава конных башкир, Овчинников поручил Хлопуше доставить пленных в Берды.
Узнав о пленении отряда Карташева и пополнении в рядах мятежников, 9 ноября Кар приказал к отступлению из Юзеевой. Как докладывал он позднее: 

…со всех сторон наскакало сих злодеев на меня верхами более двух тысяч человек и, подвезя артиллерии девять орудий, начали стрелять ядрами и гранатами. По неимению при мне лёгких войск не можно мне было ничего с ними сделать, кроме что отстреливаться по их батареям из имевшегося со мною одного осьмифунтового единорога, под которым напоследок подбили лафет, и четырёх трёхфунтовых пушек, из коих три весьма безнадёжные. Из конных же моих, как скоро сильная канонада началась, то тридцать один человек экономических крестьян тотчас умчались в злодейскую шайку, да и солдаты вслух кричать начинали, что бросят ружья. …Насилу мы могли с генерал-майором Фрейманом и премьер-майором фон Варнстедом, бросаясь во все стороны, ободрить их… И так я по множеству случившихся дефилеев маршируя 17 верст отстреливался восемь часов… Сии же злодеи ничего не рискуют, а чиня всякие пакости и смертные убийства, как ветер по степи разсеиваются, а артиллериею своею чрезвычайно вредят; отбивать же её атакою пехоты также трудно, да почти и нельзя; потому, что они всегда стреляют из неё, имея для отвозу готовых лошадей, и как скоро приближатца пехота станет, то они отвозя её лошадьми далее на другую гору и опять стрелять начинают, что весьма проворно делают и стреляют не так, как от мужиков ожидать должно было— Грот Я. К. Материалы для истории пугачёвского бунта. Бумаги Кара и Бибикова
Окончательно сломило дух правительственного отряда известие о том, что полторы тысячи конных башкир и мещеряков, бывших в отряде под командой князя Уракова, «услыша пушечную стрельбу… уехали в сторону, вёрст за тридцать», отказались следовать его приказам и, скорее всего, готовы присоединиться к пугачёвцам. Овчинников и Зарубин преследовали отступавший отряд Кара на протяжении 17 вёрст около восьми часов и лишь закончившиеся запасы пороха для орудий вынудили их оставить преследование. Не считая перебежчиков, Кар потерял 123 человека убитыми.

## Последствия
Кару с трудом удалось увести остатки своего отряда к деревне Сарманаевой, оторвавшись от преследующих его на конях мятежников лишь к утру 9 (20) ноября 1773 года. Первым делом он написал подробный отчёт о причинах своего поражения в адрес Военной коллегии в Петербурге. Так, согласно его рапорту, в бою было потеряно 120 человек, из них 38 убитыми, 42 ранеными и 50 перебежавшими, и один обоз. Кроме того, он написал в донесении, что «для подавления бунта вора и самозванца Емельки Пугачева нужны не слабые отряды, а хорошо организованные пехотные и конные полки, с артиллерией. Без того с успехом поиска к истреблению бездельника Пугачёва никакого способа не остаётся сделать». 10 ноября Кар отправил с нарочным сообщение полковнику Чернышёву, двигавшемуся в направлении Оренбурга вдоль Самарской укреплённой линии, отступить к Переволоцкой либо Сорочинской крепостям. Курьер был перехвачен, а отряд Чернышёва захвачен пугачёвцами в плен у самого Оренбурга практически без боя. Известия о разгроме отряда Чернышёва окончательно сломили первоначальные воинственные настроения Кара. 18 ноября он передал командование войсками генералу Фрейману и выехал в Казань.
25 ноября президент Военной коллегии З. Г. Чернышёв в послании Кару потребовал вернуться к войскам. В другом сообщении московскому губернатору М. И. Волконскому, Чернышёв приказал задержать Кара, если тот появится в Москве. Во исполнение приказа, Волконский выслал курьера навстречу Кару с приказом вернуться к войскам. Но Кар объявил курьеру, что болен и прибыл в Москву 29 ноября. Разгневанная императрица Екатерина II приказала уволить Кара с запрещением появляться ему в обеих столицах. Указом Военной коллегии от 1 (12) декабря 1773 года он был уволен с воинской службы. Ранее, 29 ноября, новым командующим войсками против Пугачёва был назначен генерал-аншеф А. И. Бибиков. Опытный военачальник, Бибиков учёл опыт неудачи экспедиции Кара и к середине января 1774 года собрал против Пугачёва около 3 тысяч человек дополнительно к уже имевшимся у Фреймана войскам. Он также распорядился о созыве дворянского ополчения в Казанской, Симбирской и Пензенской губерниях.